# Mnioes flomes
Mnioes flomes là một loài tò vò trong họ Ichneumonidae.